# 23 (canción)
«23» es una canción del productor musical Mike Will Made It junto a la cantante estadounidense Miley Cyrus, con la colaboración de Wiz Khalifa y Juicy J. Fue lanzada el 10 de septiembre de 2013 para su descarga digital. La canción fue escrita por Miley Cyrus, Juicy J, Wiz Khalifa y Rock City junto a sus productores Mike Will Made It y P-Nasty.
En cuanto a su música, «23» es una canción hip hop con influencias del rap, y su lírica hace referencia al calzado deportivo Air Jordan y al uso recreativo de drogas. En general, la canción recibió reseñas positivas por parte de los críticos musicales. En sus reseñas destacaron la habilidad de Cyrus para rapear durante los versos y la producción en general de la canción. En cuanto a la recepción comercial, tuvo un moderado desempeño en las listas internacionales, llegando al puesto número 11 en Estados Unidos, en Canadá alcanzó la posición 26, en Indonesia y Bulgaria logró ocupar la posición 5, en España ocupó el puesto 44, y en Nueva Zelanda alcanzó el puesto 22.
Su vídeo musical fue estrenado el 24 de septiembre de 2013, y se desarrolla en una escuela secundaria. Los cantantes llevan uniformes de los Chicago Bulls, haciendo homenaje al baloncestista Michael Jordan. El vídeo recibió críticas mixtas, con comentario de que tiene elementos de los años 1990 y destacando el nuevo estilo utilizado por Miley Cyrus.
Originalmente lanzada como un sencillo independiente que pretendía formar parte del primer álbum de estudio de Mike Will Made It —proyecto que finalmente no incluyó a la canción—, fue agregada en 2023 en el álbum Bangerz de Cyrus como motivo de celebración del décimo aniversario del disco, lanzando un vinilo exclusivo que incluye un nuevo póster e imágenes nunca antes vistas de la sesión de fotos del álbum.

## Antecedentes y lanzamiento

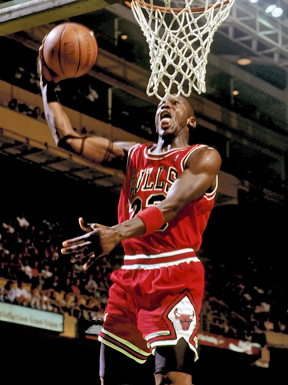
En el video musical Cyrus rinde homenaje al baloncestista Michael Jordan.

A principios del 2013, el productor Michael Williams cambió de compañía discográfica, dejando Eardrumma Records para formar parte de Interscope Records. En una entrevista otorgada a Complex explica que esta decisión sirvió para ampliar sus ideas y llevar su carrera a otro nivel, conociendo nuevos artistas para desarrollar su música.
Durante una entrevista realizada por MTV al productor Michael Williams (Mike Will Made It), comentó que inicialmente la canción «23» solo iba a contar con la participación de los cantantes Wiz Khalifa y Juicy J, pero había un verso que podría ser para una chica aunque no sabía quien. Después de comenzar a trabajar con Cyrus en su canción «We Can't Stop», le pareció que era la indicada. Al respecto agregó: «Ella [Cyrus] le dijo a mi ingeniero, «enciende el micrófono» y fue a la cabina, después dio vuelta el verso y lo mató». Además describió a la canción como «drogra, fresco, y nuevo».  El 10 de septiembre de 2013, la compañía discográfica Interscope Records publicó «23» como primer sencillo perteneciente a Michael Williams (Mike Will Made It).

## Recepción

### Recepción crítica
Chris Payne de la revista Billboard escribió una crítica positiva, en donde comenta: «No estamos demasiado sorprendidos de que ella [Cyrus] ahora está poniendo a prueba sus habilidades de rima en el sencillo "23" de Mike [Will Made It]. El verso de Cyrus abre la canción, y su gancho son los versos interpretados por Wiz Khalifa y Juicy J. Y por supuesto, Miley [Cyrus] va al club explosivo, insultando y anunciando que "el martillo Miley Cyrus, no se puede tocar"». La página Dj booth le otorgó una buena reseña, con una calificación de dos estrellas y media de cinco. Richard Drew en su crítica comenta que la canción es destacada gracias a los versos de Cyrus, sin embargo destaca que la canción es «tambaleante» en cuanto a sintetizadores y ritmo. Mike Wass de Idolator, escribió una crítica positiva sobre la canción. En ella resalta que el rap de Cyrus es bueno e inofensivo frente a los versos de Wiz Khalifa y Juicy J, pero esta mezcla hace que la canción sea un éxito y un excelente debut de Cyrus en el rap.

### Recepción comercial
A pesar de no tener mucha promoción, la canción entró en las listas de distintos países. En Estados Unidos, logró alcanzar el puesto once de la lista Hot 100, el puesto dieciséis de la lista Digital Songs, el puesto dos en Rap Songs y el puesto uno en R&B/Hip-Hop Streaming Songs. En Canadá alcanzó la posición veintiséis, en Bulgaria logró ocupar la posición cinco, y en Nueva Zelanda alcanzó el puesto veintidós. En 2015 se dio a conocer que la canción había vendido más de tres millones de copias únicamente en Estados Unidos.

## Vídeo musical
El vídeo musical de «23» fue dirigido por Hannah Lux Davis. Fue filmado el 26 de agosto de 2013 en Brooklyn, Nueva York, y publicado el 24 de septiembre de 2013 en la cuenta Vevo de Mike Will Made-it en YouTube. La acción se desarrolla en una escuela secundaria. Comienza con el director de la escuela saliendo de su oficina. Mike entra y se empieza a escuchar la canción. Después se intercalan las escenas de los cantantes. Cyrus lleva el uniforme de los Chicago Bulls utilizado por el baloncestista Michael Jordan y con la mano de espuma que utilizó en su actuación en los MTV Video Music Awards 2013. Khalifa rapea en un laboratorio de química, mientras que el verso de Juicy J se lleva a cabo en una sala de trofeos.
Los críticos tuvieron opiniones mixtas sobre el vídeo musical. En una crítica más favorable, Zayda Rivera del Daily News dijo que Cyrus es «sin duda, la estrella del video» y que el «cameo final tiene lugar cuando Cyrus trae de nuevo el dedo de espuma con el que ella saludaba y giraba durante su presentación en los MTV Video Music Awards». Gabriel Oviedo de la revista People en Español dio una reseña positiva sobre el vídeo, refiriéndose a este como un tributo a Michael Jordan; además destacó que Cyrus es «fiel al estilo que ha adoptado en esta nueva etapa de su carrera». Ray Rahman del periódico Entertainment Weekly reconoció que el vídeo tiene una influencia de los años 1990 y específicamente rinde tributo al vídeo Make 'Em Say Uhh! de Master P. Sin embargo, Kayla Upadhyaya del The Michigan Daily opinó en su crítica que el vídeo es un «montón de vómito de color rojo y negro, una mezcolanza mal editada de disparos sin inspiración».

## Interpretaciones en directo
Miley Cyrus incluyó la canción en su gira Bangerz Tour realizada durante el 2014. El 25 de marzo de 2014, en el concierto llevado a cabo en Atlanta, Georgia, Cyrus interpretó la canción junto a Mike Will Made It. El 19 de marzo de 2015 Cyrus y Mike interpretaron juntos el tema durante el festival South by Southwest en Austin (Texas).

### Controversias

La cantante generó controversia al ser golpeada en el trasero con la bandera mexicana durante su concierto en la ciudad de Monterrey.

Una fuerte polémica se produjo después con la presentación de Cyrus en la ciudad de Monterrey (México), debido a que durante su concierto «faltara el respeto a los símbolos patrios» (desde el punto de vista de los mexicanos), al ser golpeada en el trasero con la bandera de dicho país durante la interpretación de «23». El diputado Francisco Treviño Cabello pidió a la Secretaría de Gobernación el arresto de la cantante por treinta y seis horas o una multa de dieciséis mil pesos, además solicitó vigilar los posteriores conciertos que realice la cantante en otras entidades de la República, como parte de su gira por México, el diputado comentó: «es una burla, le estaban golpeando ahí con la bandera o limpiando el trasero, es una falta de respeto y ella viene como extranjera y vienes y faltas al respeto, es un atentado contra el patriotismo y contra la nación que no debe quedar impune y no nos debemos hacer de la vista gorda. Nosotros le exigimos al secretario de Gobernación a que actúe y aplique la ley».
El sitio web Animal Político comparó el suceso con otras polémicas que han ocurrido en México. En noviembre de 1993 la cantante estadounidense Madonna, desató una polémica entre los diputados de dicho país por el contenido explícito en sus conciertos, los inconformes exigieron que se cancelara a la artista el permiso para actuar, sin embargo la cantante ofreció sus conciertos sin problemas, asimismo el cantante Marilyn Manson causó controversia en noviembre de 2003, debido a que organizaciones católicas y de padres de familia lo llamaron “El Anticristo” por las excentricidades de sus presentaciones.

## Posicionamiento en listas
| País (Lista 2013)                            | Mejor posición |
| -------------------------------------------- | -------------- |
| Australia (ARIA)                             | 39             |
| Australia (Urban Singles)                    | 5              |
| Bélgica - Flandes (Ultratop Urban)           | 18             |
| Bulgaria (Airplay Top 5)                     | 5              |
| Canadá (Canadian Hot 100)                    | 26             |
| España (Promusicae)                          | 44             |
| Estados Unidos (Billboard Hot 100)           | 11             |
| Estados Unidos (Digital Songs)               | 13             |
| Estados Unidos (Digital Tracks)              | 15             |
| Estados Unidos (Hot R&B/Hip-Hop Songs)       | 2              |
| Estados Unidos (Mainstream R&B/Hip-Hop)      | 11             |
| Estados Unidos (On-Demand Songs)             | 19             |
| Estados Unidos (R&B/Hip-Hop Digital Songs)   | 2              |
| Estados Unidos (R&B/Hip-Hop Streaming Songs) | 1              |
| Estados Unidos (Rap Digital Songs)           | 3              |
| Estados Unidos (Hot Rap Songs)               | 2              |
| Estados Unidos (Rhythmic Songs)              | 8              |
| Estados Unidos (Rap Streaming Songs)         | 1              |
| Estados Unidos (Streaming Songs)             | 3              |
| Francia (SNEP)                               | 30             |
| Italia (FIMI)                                | 71             |
| Indonesia                                    | 5              |
| Nueva Zelanda (Recorded Music NZ)            | 22             |
| Reino Unido (Official Charts Company)        | 85             |
| Reino Unido (R&B Singles)                    | 19             |

| País (Lista 2013)                      | Mejor Posición |
| -------------------------------------- | -------------- |
| Australia (Urban Singles)              | 43             |
| Bélgica - Flandes (Ultratop Urban)     | 71             |
| Estados Unidos (Hot R&B/Hip-Hop Songs) | 32             |
| Estados Unidos (Rap Songs)             | 26             |

| País (Lista 2014)                  | Mejor Posición |
| ---------------------------------- | -------------- |
| Estados Unidos (Billboard Hot 100) | 90             |

## Certificaciones
| País (Organismo certificador) | Certificaciones | Ventas certificadas | Ref.   |
| ----------------------------- | --------------- | ------------------- | ------ |
| Alemania (BVMI)               | Oro             | 150 000             | [ 43 ] |
| Brasil (Pro-Música Brasil)    | 3× Platino      | 180 000             | [ 44 ] |
| Estados Unidos (RIAA)         | 4× Platino      | 4 000               | [ 22 ] |
| Nueva Zelanda (RMNZ)          | Oro             | 15 000              | [ 45 ] |
| Reino Unido (BPI)             | Plata           | 200 000             | [ 46 ] |
| Suecia (GLF)                  | Oro             | 20 000              | [ 47 ] |

## Premios y nominaciones
El sencillo «23» recibió varias nominaciones en distintas ceremonias de premiación. A continuación, una lista de las candidaturas que obtuvo:
| Año  | Premiación            | Categoría                      | Resultado | Ref.   |
| ---- | --------------------- | ------------------------------ | --------- | ------ |
| 2013 | Vevo Certified        | 100 millones de reproducciones | Ganador   | [ 48 ] |
| 2013 | BenBoard Music Awards | Mejor canción hip-hop          | Ganadora  | [ 49 ] |
| 2013 | BenBoard Music Awards | Mejor colaboración hip-hop     | Ganadora  | [ 49 ] |
| 2013 | BenBoard Music Awards | Mejor banger club              | Nominada  | [ 50 ] |
| 2014 | World Music Awards    | Mejor canción del mundo        | Nominada  | [ 51 ] |
| 2014 | World Music Awards    | Mejor vídeo musical del mundo  | Nominada  | [ 52 ] |

## Historial de lanzamientos
| País    | Fecha                    | Formato          | Discográfica       | Ref.   |
| ------- | ------------------------ | ---------------- | ------------------ | ------ |
| Mundial | 10 de septiembre de 2013 | Descarga digital | Interscope Records | [ 20 ] |

## Créditos y personal
- Michael L. Williams II: voz, producción, mezcla y composición
- Miley Cyrus, Wiz Khalifa y Juicy J: Voz
- Jordan Houston, Pierre Ramon Slaughter, Theron Thomas, Timothy Thomas y Cameron Thomaz: composición

Fuente: Allmusic.